# Jonas Kaufmann
Jonas Kaufmann, (München, 10. srpnja 1969.), njemački je tenor, možda najpoznatiji po svojim spinto ulogama, npr. Don Joséa u operi Carmen i Cavaradossija u operi Tosca. Smatra se jednim od najboljih tenora današnjice. Kaufmannov glas može otpjevati duboke bariton kao i visoke C tonove, a također je poznat i po svom izgledu.
Profesionalnu karijeru započinje 1994. u Saarbrückenovom gradskom kazalištu. Poslije toga slijede pozivi raznih opernih kuća npr. iz Hamburga, Stuttgarta i Berlinskih filharmoničara. Slavljen je za svoj nastup u Carmen u londonskoj Royal Opera House. Poslije tog slijedi uloga Alfreda u operi La traviata u New Yorkškoj Metropolitan Operi.
Na glazbenom festivalu u Bayreuthu 2010. igrao je Lohengrina u istoimenoj Wagnerovoj operi. Poslije toga slijede uloge Siegmunda iz opere Die Walküre i Parsifala iz istoimene opere, obe pri Metropolitan Operi.